# 薇薇安·米德馬
安娜·玛格丽塔·玛丽娜·阿斯特丽德·“薇薇安”·米德马（荷蘭語：Anna Margaretha Marina Astrid "Vivianne" Miedema，荷蘭語發音：[ˈɑnaː mɑrɣaːˈreːtaː maːˈrinaː ˈʔɑstrɪt ˈmidəmaː]，1996年7月15日—）RON，荷蘭職業足球運動員，司職前鋒，目前效力於曼城女子足球俱乐部和荷蘭國家女子足球隊。
米德瑪常被認為是現代女足最優秀的前鋒之一，為英總女超史上的最佳射手，她在荷蘭國家隊的進球次數超過所有男女球員。 她曾在2015年和2016年連續兩次為拜仁慕尼黑奪得女足聯賽冠軍，並在2018-19年為阿森納贏得英總女超的冠軍。2017年為荷蘭國家隊贏得歐洲女子足球錦標賽。2019年，她帶領荷蘭國家隊在2019年女足世界盃上獲得第二名。
米德瑪於2021年11月獲選為BBC年度最佳女球員。2020年，她在倫敦足球獎和英格蘭足球作家協會中被評為年度最佳女球員。她在2019年被評為PFA年度最佳女球員。2017年、2019年和2020年三度獲《衛報》評為全球100名最佳女足球員前10名。

## 俱樂部生涯
米德馬出生於荷蘭霍赫芬，5岁就开始和自己的爸爸一起踢球。她15岁就代表海倫芬女子足球俱樂部在女足联赛出场，也是荷兰女足联赛历史上的最年轻出场记录，可說是荷蘭的足球天才少女；2013-14賽季他在比利时-荷兰足球联盟中為海倫芬攻入39個進球，並贏得了最佳射手獎。2014年6月德國拜仁慕尼黑女子足球隊簽約，2014-15球季，球队以不败战绩自1976年以后再次夺得德国女足联赛冠军
，并在第二年实现了连冠。在2016-17赛季结束后，由於拜仁打算削减女足投入，在这样的背景下，米德马加盟了英超女足的強權阿森納。

## 國際賽
至今她曾代表荷蘭國家女子足球隊参與許多重要國際賽事，包括2015年女子世界杯足球赛、2017年歐洲女子足球錦標賽和2019年女子世界杯足球赛。2017年歐洲女子足球錦標賽冠軍戰，米德馬的梅開二度協助荷蘭反敗為勝。
2019年6月15日，她在2019年女足世界杯上攻入2球並以3-1戰勝喀麥隆隊後，她成為荷蘭國家女子足球隊歷史上最佳射手。荷蘭最後在該屆賽事獲得亞軍。

## 球風
2019年，米德瑪表示自己更像是一名攻擊型中場：“我知道我進球技巧不錯，但我也喜歡助攻。我喜歡拋球和撿球來看看能不能讓隊友進球。” 2022年，她開始打中場。前阿森納和英格蘭球員稱她為世界上最好的前鋒和最好的組織核心。

## 个人生活
米德馬曾与前阿森纳队友丽萨·埃文斯(Lisa Evans)為情侣关系，两人於2022年初左右分手，米德马的现任女友是阿森纳队友贝丝·米德。

## 外部連結
- Profile （页面存档备份，存于） at Onsoranje.nl （荷兰文）
- Profile （页面存档备份，存于） at vrouwenvoetbalnederland.nl （荷兰文）
- Profile （页面存档备份，存于） at uefa.com
- Player German domestic football stats （页面存档备份，存于） （德文）